# Andrea Giovannini
Andrea Giovannini (ur. 27 sierpnia 1993 w Trydencie) – włoski łyżwiarz szybki, czterokrotny medalista mistrzostw świata i trzykrotny medalista mistrzostw świata juniorów.

## Kariera
Po raz pierwszy na arenie międzynarodowej Andrea Giovannini pojawił się podczas mistrzostw świata juniorów w Moskwie w 2010 roku, gdzie jego najlepszym wynikiem było dziesiąte miejsce w biegu drużynowym. Pierwsze sukcesy osiągnął na rozgrywanych trzy lata później mistrzostwach świata juniorów w Collalbo, gdzie zdobył trzy medale. Wspólnie z kolegami był najlepszy w biegu drużynowym, na dystansie 5000 m był drugi, a w wieloboju zajął trzecie miejsce. W 2014 roku brał udział w igrzyskach olimpijskich w Soczi, zajmując siedemnaste miejsce na dystansie 5000 m. W tym samym roku był też siedemnasty podczas wielobojowych mistrzostw świata w Heerenveen oraz czternasty na wielobojowych mistrzostwach Europy w Hamar.
W zawodach Pucharu Świata zadebiutował 2 marca 2013 roku w Erfurcie, zajmując siódme miejsce w biegu drużynowym. Na początku sezonu 2014/2015, 23 listopada 2014 roku w Seulu po raz pierwszy stanął na podium zawodów pucharowych, wygrywając start masowy. W sezonie 2016/2017 zajął drugie miejsce w klasyfikacji końcowej startu masowego, przegrywając tylko z Lee Seung-hoonem z Korei Południowej. W tej samej klasyfikacji był też trzeci w sezonie 2014/2015.